# Greg Losey
Greg Losey (né le 9 février 1950 à Oakland en Californie et mort le 26 février 2002 à San Antonio) est un pentathlète moderne américain. Il participe aux Jeux olympiques d'été de 1984 et remporte la médaille d'argent dans la compétition par équipes.

## Palmarès

### Jeux olympiques
- Jeux olympiques de 1984 à Los Angeles,  États-Unis
  -  Médaille d'argent.